# Josef Kjellgren
Josef Kjellgren (n. Mörkö, Suécia, 1907 - m. Estocolmo, Suécia, 1948) foi um escritor e jornalista da Suécia.
Escreveu romances de caráter realista com perspetiva socialista.